# Korinna Schumann

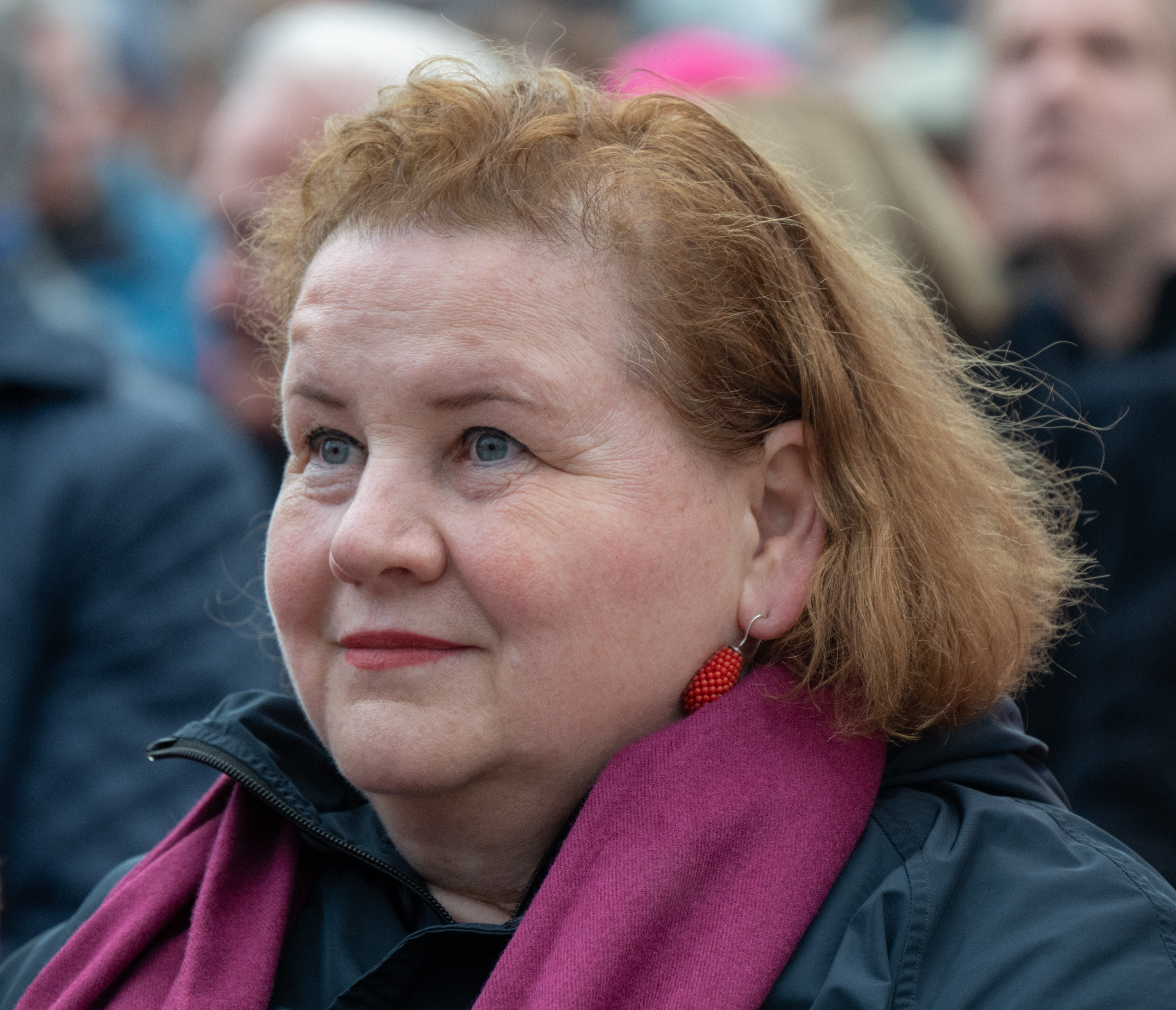
Korinna Schumann (2025)

Korinna Schumann (* 10. April 1966 in Wien) ist eine österreichische Gewerkschaftsfunktionärin und Politikerin der Sozialdemokratischen Partei Österreichs (SPÖ). Seit 3. März 2025 ist Schumann Bundesministerin für Arbeit, Soziales, Gesundheit, Pflege und Konsumentenschutz in der Bundesregierung Stocker. Seit April 2018 ist sie Bundesfrauenvorsitzende des Österreichischen Gewerkschaftsbundes (ÖGB), seit Mai 2018 vom Wiener Landtag entsandtes Mitglied des Bundesrates und seit Juni 2018 Vizepräsidentin des ÖGB. In der zweiten Jahreshälfte 2022 hatte Schumann das Amt der Bundesratspräsidentin inne.

## Leben
Korinna Schumann besuchte nach der Volksschule ein Wirtschaftskundliches Realgymnasium in Wien, das sie mit der Matura abschloss. Seit 1989 ist sie im Bundesministerium für Arbeit, Soziales und Konsumentenschutz (BMASK) tätig, wo sie 1990 ihre gewerkschaftliche Tätigkeit als Mitglied der Personalvertretung begann und seit 2004 als Vorsitzende des Gewerkschaftlichen Betriebsausschusses und des Dienststellenausschusses fungiert.
Seit 1995 ist sie Leitungsmitglied der Bundesvertretung 7 (Arbeit-Soziales-Gesundheit) der Gewerkschaft öffentlicher Dienst (GÖD), wo sie seit 2006 Mitglied im Vorstand und stellvertretende Bereichsleiterin Frauen ist. 2007 wurde sie zum Mitglied des ÖGB-Bundesfrauenpräsidiums und des ÖGB-Bundesvorstandes gewählt. Seit 2013 ist sie Mitglied im Vorstand des ÖGB, seit 2014 Mitglied im SPÖ-Bundesparteivorstand und im SPÖ-Bundesfrauenvorstand der SPÖ Frauen.
Am 10. April 2018 wurde sie als Nachfolgerin von Renate Anderl zur Bundesfrauenvorsitzenden des ÖGB gewählt. Am 25. Mai 2018 folgte sie ebenfalls Renate Anderl als vom Wiener Landtag entsandtes Mitglied des Bundesrates nach, wo sie dem Ausschuss für Arbeit, Soziales und Konsumentenschutz, dem Ausschuss für Familie und Jugend, dem Ausschuss für Innovation, Technologie und Zukunft, dem Gesundheitsausschuss, dem Unvereinbarkeitsausschuss, dem Wirtschaftsausschuss und dem Ausschuss für auswärtige Angelegenheiten angehört. Am 14. Juni 2018 wurde sie als Nachfolgerin von Renate Anderl zur Vizepräsidentin des ÖGB gewählt. Nach dem Wechsel von Inge Posch-Gruska in den Burgenländischen Landtag am 28. Februar 2019 übernahm Korinna Schumann den Vorsitz der Bundesratsfraktion der SPÖ.
Bei der Nationalratswahl 2019 kandidierte sie auf Platz 19 der SPÖ-Bundesliste. Vor Beginn der XXVII. Gesetzgebungsperiode wurde sie am 22. Oktober 2019 ins Klubpräsidium des SPÖ-Parlamentsklubs gewählt. Die Funktion des Fraktionsvorsitzenden während Schumanns Bundesratspräsidentschaft im zweiten Halbjahr 2022 übernahm Stefan Schennach. Im April 2023 wurde Schumann als ÖGB-Frauenvorsitzende bestätigt, im Juni 2023 wurde sie als ÖGB-Vizepräsidentin wiedergewählt.
Seit 3. März 2025 ist Schumann Bundesministerin für Soziales, Gesundheit, Pflege und Konsumentenschutz in der Bundesregierung Stocker. Ihr Sitz im Bundesrat ging an Martina Ludwig-Faymann, als SPÖ-Fraktionchef im Bundesrat folgte ihr im Juni 2025 Christian Fischer nach.
Sie trägt den Amtstitel Amtsdirektorin und erhielt den Berufstitel Regierungsrätin.